# 诺瓦利斯
诺瓦利斯（Novalis，1772年5月2日—1801年3月25日），原名格奥尔格·菲利普·弗里德里希·冯·哈登柏格男爵（Georg Philipp Friedrich Freiherr von Hardenberg），德国浪漫主义诗人、作家、哲学家。著有诗歌《夜之赞歌》（1800），《圣歌》（1799），小说《海因里希·冯·奥弗特丁根》等。

## 生平

### 来历
弗里德里希·冯·哈登贝格（Friedrich von Hardenberg）出生于一个古老的下萨克森贵族家族。他出生在奥伯维德斯特德骑士庄园，该庄园位于曼斯费尔德县受柯尔斯内修罗管理的地区。诺瓦利斯在奥伯维德斯特德和施勒本庄园度过了他的童年和青年时期的一部分。
诺瓦利斯的父亲海因里希·乌尔里希·埃拉斯谟斯·冯·哈登贝格（Heinrich Ulrich Erasmus von Hardenberg，1738–1814）于1784年被任命为迪伦贝格、阿尔滕和科森的盐场总监，因此该家庭在1786年从施勒本搬到了魏森费尔斯。他是一个严格的福音派信徒，也是弟兄会的成员。他认为他第一任妻子的早逝是对他过去非常世俗的生活的惩罚。他与第二任妻子奥古斯特·伯恩哈德·冯·哈登贝格（Auguste Bernhardine Freifrau von Hardenberg，1749–1818）育有十一个孩子，其中第二个孩子是弗里德里希。
诺瓦利斯在奥伯维德斯特德的教堂里接受了乔治·菲利普·弗里德里希（Georg Philipp Friedrich）这个名字的洗礼。他的昵称是在姓氏前面的最后一个名字，也就是“弗里德里希”或简称为“弗里茨”。据推测，1772年的洗礼帽现在与唯一的油画一起展示在奥伯维德斯特德城堡的常设展览中。
在他的父母搬到魏森费尔斯之前，诺瓦利斯主要生活在图林根州的施勒本，那里是哈登贝格家族的另一个住所。

### 教育背景
最初，这个男孩由家庭教师教导，其中包括1781/82年由卡尔·克里斯蒂安·埃尔哈德·施密德（Carl Christian Erhard Schmid，1761–1812）负责，他在诺瓦利斯开始在耶拿的学习之前再次担任他的导师。诺瓦利斯于1790年在艾斯莱本的中学Prima班（由校长克里斯蒂安·大卫·亚尼（Christian David Jani）负责）就读，他在那里学到了当时常见的修辞学和古代文学知识。作为德意志骑士团的地区指挥官弗里德里希·威廉·冯·哈登贝格的侄子，诺瓦利斯在12岁时曾在德意志骑士团路克鲁姆（Lucklum）地区指挥所接受近一年的照料。
1790年，诺瓦利斯在耶拿开始了法学学业，并在莱比锡和维滕贝格继续学习。在这个学习过程中，他在1791年听了弗里德里希·席勒的历史课，并与他建立了密切的个人联系。在这段时间里，他遇到了约翰·沃尔夫冈·冯·歌德、约翰·戈特弗里德·黑尔德和让·保罗。他与路德维希·蒂克、弗里德里希·威廉·约瑟夫·谢林、和卡尔及奥古斯特·威廉·施莱格尔兄弟交往甚笃。1794年6月，诺瓦利斯以最佳成绩完成了法学学业。
1797年，诺瓦利斯开始在弗赖贝格的采矿学院攻读采矿科学，那是当时自然科学领域的首批高等教育机构之一。在那里，他是威廉·奥古斯特·兰帕迪乌斯（Wilhelm August Lampadius）和亚伯拉罕·戈特洛布·韦尔纳（Abraham Gottlob Werner）的学生，他很快与他们结下了友谊。这个学习计划包括矿业学、数学和化学，以及在矿井中的实际工作；因此提供了广泛的教育，尤其是当时的"自然学"比后来的自然科学更为全面。在他的家族中，他的教育路径已经有了传统。

### 職業生涯
1794年10月，諾瓦利斯並未像原計劃那樣進入政府服務，而是在坦斯特特（Tennstedt）擔任科利斯廷·奧古斯特·尤斯特（Coelestin August Just）的助理，科利斯廷不僅是他的上司，還是他的朋友和最終的傳記作者，依據他的座右銘：“每個開始都是自由的行動。”在這段時間裡，他在附近的格林寧堡城堡認識了年輕的索菲·馮·庫恩。1795年3月15日，他與她訂婚，就在她13歲生日前不久。她在1797年3月19日，只有15歲的痛苦中死去，這對哈登堡的詩歌創作產生了深遠的影響。
1796年1月，諾瓦利斯成為了魏森費爾斯鹽場局的助理，該地自1786年以來一直是他家庭的居住地。
1795/96年，諾瓦利斯積極研究了約翰·哥特利布·费希特的知识学，這對他的世界觀產生了重大影響，因為他不僅接受了這些著作，還對其概念進行了發展。他將费希特的“自我”與一切“非我”劃清界限，並將其作為愛的宗教的起點。現在，“非我”成為了一個“你”，一個平等的主體。
1798年，他的第一批断片以《花粉》（Blüthenstaub）為題出版，首次以諾瓦利斯這個假名在弗里德里希和奧古斯特·威廉·施萊格爾的《雅典娜》（Athenaeum）上發表。弗里德里希·馮·哈登堡選擇這個出版名字並不是沒有原因的；因為他在給奧古斯特·威廉·施萊格爾的一則筆記中提到，這是他家族一個古老的別名：De novali，意為“來自新土地”，源於他祖先的土地，諾爾滕-哈登堡的格羅森羅德（Großenrode）或“magna Novalis”。
他在1798年12月與山區總監和弗賴貝格教授約翰·弗里德里希·威廉·馮·夏彭蒂爾（Johann Friedrich Wilhelm von Charpentier，1738年至1805年）的女兒茱莉（Julie von Charpentier，1778年至1811年）訂婚。
自1799年的五旬節以來，諾瓦利斯再次在當地鹽場局工作，並在同年12月被任命為鹽場評估員和鹽場理事會成員。在這個職位上，他參與了開發今天的普羅芬露天礦場周圍的褐煤礦床，因為褐煤被用作亞爾滕、杜倫貝格和克森的鹽場鹽鍋的取暖燃料。在1799年晚秋，他在耶拿遇到了其他耶拿浪漫主義作家，而在7月份他已經結識了路德維希·蒂克。
在接下來的一年，即1800年12月6日，這位現年28歲的年輕人被任命為圖林根州的非官方州長（Supernumerar-Amtshauptmann），這是一個類似於現今地方行政官的官職。勤奮而積極的弗里德里希·馮·哈登贝格在1800年參與了該地區的第一次地質測量，並研究了齊茨、科斯特里茨、格勒、羅恩堡和默瑟爾維茨之間的地區。

### 逝世
1801年3月25日下午1點，弗里德里希·馮·哈登貝格在魏森費爾斯因“肺結核”（結核病）引起的嚴重咯血病逝。在魏森費爾斯的教堂記錄中，死因被記為「虛脫」。從1800年8月起，他已經不可治愈地罹患肺部疾病，這使得他無法從事自己的職業。然而，最新的研究認為，遺傳病囊性纖維化可能是他真正的死因，因為諾瓦利斯從小就患有肺炎和全身虛弱的症狀，這支持了這一觀點。
弗里德里希·馮·哈登貝格被埋葬在魏森費爾斯的舊墓地上。
諾瓦利斯本人只有目睹了《花粉》（Blüthenstaub）的片段集，以及《信仰與愛情，或稱國王和王后》（Glauben und Liebe oder Der König und die Königin，1798年）和《夜之讚歌》（Hymnen an die Nacht，1800年）。未完成的小說《奧夫特丁根的亨利希》（Heinrich von Ofterdingen）和《薩伊斯的學徒》（Die Lehrlinge zu Sais），以及後來所稱的演講《基督教或歐洲》（Die Christenheit oder Europa）直到由朋友路德維希·蒂克和弗里德里希·施萊格爾在他去世後進行印刷出版，才向公眾公開。

## 作品
弗里德里希·馮·哈登貝格被認為是德國早期浪漫主義的重要代表之一，他對自然科學、法律、哲學、政治和經濟具有廣泛的知識。從他的早期作品就可以清楚地看出，這位作家讀書豐富、博學多才。他的作品與他的職業活動密切相關，包括他的學習時期；除了詩作、片段和隨筆之外，他還留下了大量關於歷史和政治、哲學、宗教、美學和自然科學史的記錄。

### 美學
諾瓦利斯（Novalis）對於美學提出了一種新的觀點，不再以模仿自然為取向。他基於康德和费希特，將哲學中的生產概念轉移到美學領域，並重新形成了一種生产性的想象力（Produktive Einbildungskraft）：「藝術 - 能力決定和自由地創作」。這導致了對自主的想像力/幻想力的設計。諾瓦利斯問道：「是否存在一種不依賴資料的創造藝術，一種絕對的創造藝術？」。他得出結論：「想像力是一種奇妙的感官，它可以取代我們所有的感官，並且在我們的意志中如此強烈地存在」。諾瓦利斯通過「感官的反向使用」來定義新的生产性的想象力，並以音樂家為例：「音樂家從自己的藝術中獲得其本質 - 甚至最微弱的模仿疑慮也不會影響到他」。對於繪畫和詩歌也同樣如此。這一發現通過英國浪漫主義詩人科勒律治（Coleridge）和他的「想像力」概念，引導至夏爾·波德萊爾的「創造想像力」以及20世紀的現代繪畫和文學。因此，浪漫主義美學是一種想像力的建構理論：通過「浪漫化」世界，通過將低級的對象與更高級的意義聯繫起來，將高級的意義與現實結合。
他收集了他自己的學習成果，並對其進行了反思，以一部涵蓋藝術和科學的綜合百科全書的方式看待和描繪了相互關聯。這些記錄在1798/99年被稱為「Allgemeine Brouillon」。
哈登堡與弗里德里希·施萊格爾（Friedrich Schlegel）一起將断片發展成一種具有特殊浪漫主義特色的文學形式。
他的文學創作的核心是追求「將世界浪漫化」和探索科學與詩歌的結合。結果應該是一種「進步的通用詩歌」（Progressive Universalpoesie）。哈登堡堅信哲學和超越哲學的詩歌必須保持緊密的互動關係。
浪漫主義的断片正是一種適合表達進步的通用詩歌的形式，這在後來的評價中取得了成功。
以下表述清楚地展現了哈登堡對詩歌和他自己的工作的要求：
- 「詩歌是構建超越性健康的偉大藝術。詩人因此是超越性的醫生。」
- 「人們試圖通過詩歌，這種類似於僅僅是機械儀器的方式，產生內在的情感、圖像或觀點——也許還有精神上的舞蹈等。」
- 「詩歌 = 激發情感的藝術。」
- 「詩歌是內在世界的綜合呈現。」

### 三元結構
諾瓦利斯的作品之基本思想是一種教育觀念：「我們有一個使命：我們被選召來教育地球。」這旨在傳達一切都處於不斷發展的過程中。同樣，人類也在不斷努力接近一個假設的早期狀態，該狀態以人類與自然和諧共處為特徵。浪漫主義通用詩歌的這種思想通過浪漫主義三元結構獲得了一種表達形式，該結構讓讀者一再意識到所描述的時刻正是正確的（最有利的）時間點（Kairos）- 這是他從萊辛那裡借用的一個術語——決定事物走向的危機時刻。這些一再陳述的轉折時刻與藝術家對當下的感受相呼應，諾瓦利斯與一些同時代人分享了這種感覺。
因此，在這些作品中通常可以看到一種三元結構，也就是說，作品中存在著三個相互對應的結構元素。在古希臘詩歌中，這些元素分為三種：段落、反段落和尾聲。諾瓦利斯在內容和形式上（至少是所謂的尾聲）對它們進行了不同的塑造。

### 宗教性
諾瓦利斯在機械主義的啟蒙時代尋求一種新的靈性。他接續了基督教的傳統，但尋求一種「沒有基督教和世俗壓力」的自由宗教性。他在這方面追隨神學家弗里德里希·丹尼爾·施萊爾馬赫和他於1799年的《論宗教的講話》。對於諾瓦利斯來說，「真正的宗教」與巴魯克·斯賓諾莎所教導的泛神論相聯繫。根據諾瓦利斯的觀點，「完美的推演將人類帶回自然」，因為人類和宇宙本質上是「不可分割的一部分」。對諾瓦利斯來說，自然的奧秘不在於數字和機械主義解釋，而在於愛和詩歌以及它們接近自然的過程，就像《薩伊斯的學徒》所展示的那樣。因此，諾瓦利斯與荷蘭哲學家弗朗斯·亨斯特豪斯一起，最終期望人類進入一個「黃金時代」。

### 「神秘」（Mystik）
對於諾瓦利斯來說，雅各布·伯姆的神秘主義影響尤為重要，他自1800年以來一直致力於研究伯姆的著作。在諾瓦利斯身上，神秘的世界觀、非常高的學識水平和明顯的敬虔主義影響相結合，試圖達到一種新的對基督教、信仰和上帝的理解，並將其與他的超驗哲學相結合。在他晚期的神秘文本中，諾瓦利斯將朋友弗里德里希·施萊格爾（Friedrich Schlegel）的「超驗通用詩學計劃」（Projekt einer ‚transzendentalen Universalpoesie‘）的思考與對哲學絕對和他自己關於超越經驗現實的靈界的幻想相結合。在這個神秘的靈界中，個人和集體的歷史（失）發展在辯證的意義上得以保存，即同時被回憶、保存和超越。
這些努力的結果之一就是他於1802年出版的「靈歌」（Geistlichen Lieder）。其中包括「當所有人都不忠於我」（Wenn alle untreu werden）和「只要我擁有他」（Wenn ich ihn nur habe）等歌曲。這些歌曲中的一部分很快成為路德宗聖歌集的一部分。
在第一首靈歌《沒有你，我會怎樣？》（Was wär ich ohne dich gewesen?）中，第八節歌詞如下：
有一位救世主，一位解放者，

一位充滿愛與力量的人子

他在我們的內心點燃了

一把能使一切蓬勃的火焰。

現在我們才首次看見天堂的門敞開

作為我們的古老祖國，

我們現在能相信和希望，

並感覺自己與上帝相似。——諾瓦利斯

### 詩歌
在1800年8月，完成约八个月后，修订过的《夜之讚歌》在雅典学院杂志上发表。它们被视为哈登贝格抒情创作的高潮，也是早期浪漫主义诗歌的重要作品。

#### 解读
这六首赞美诗将自传性和虚构性交织在一起，反映了哈登贝格在1797年至1800年间的经历。主题是对生死的浪漫诠释，而夜的形象则代表边界。生死成为相对的、交织在一起的领域，因此最终“死亡[…]成为生活中浪漫主义的原则”（诺瓦利斯）。此外，当时的文学影响也可见一斑。《夜之赞美诗》的隐喻与哈登贝格在写作期间阅读过的作品有相似之处，包括1797年由A.W.舒莱格翻译的莎士比亚的《罗密欧与朱丽叶》和让·保罗于1793年的《隐形兄弟会》。
《夜之赞美诗》展开了一种普遍的中间宗教，其基本思想是人与神之间始终存在一个中间者。这个中间者可以是基督——如基督教中所描述的，也可以是已故的爱人——如第三首赞美诗中所述。
可以将两首赞美诗概括在一起。这些小循环按照相同的结构形式组合在一起：在每组的第一首赞美诗中，通过浪漫的三元关系展示了从假定的幸福人间生活经历痛苦的疏离到永恒之夜中的解脱的过程。接下来的赞美诗讲述了从这个幻境中醒来和渴望回到这个幻境的情感。这些赞美诗逐渐增加，传达了越来越高层次的经历和知识。

### 散文

#### 《海因里希·冯·奥夫特丁根》
《海因里希·冯·奥夫特丁根》和《赛伊斯的学徒》这两个小说片段清楚地反映了通过诗歌传达普遍和谐的理念。《海因里希·冯·奥夫特丁根》中出现的蓝花，这个象征成为整个浪漫主义的标志。最初，这部作品应该是对歌德的《威廉·迈斯特的学习时代》的对立作品，尽管后者备受欢迎，但被认为不足够完善。诺瓦利斯对歌德这部他认为是反对诗歌的小说的态度在1799年至1800年的片段和研究中变得明显：
这是一本灾难性而荒谬的书，虚夸又自负，从精神层面来看缺乏诗意，虽然描绘得很有诗意。它是对诗歌和宗教的讽刺。就像用稻草和刨花制作出一道美味佳肴，组合成一尊神像。事实上，这本书的后半部分变成了闹剧。真正重要的是经济的自然界，那是真实而持久的。这部小说涉及冒险故事、喜剧演员、情妇、商人和庸俗之徒。如果你真正深入思考其中的含义，就不会再把它看作一本普通小说。主人公延缓了经济福音的进展。——諾瓦利斯，Fragmenten und Studien

#### 《基督教或歐洲》
所谓的《基督教或歐洲》是一篇被称为歐洲演講的作品，虽然在1799年就已经问世，但直到1826年才被发表。它是一份诗意的文化历史纲领，重点关注中世纪复兴的政治乌托邦，旨在以“诗意基督教”的基石建立一个新的歐洲，实现统一与自由的共生。这份理论上凝练的著作受到了弗里德里希·丹尼尔·恩斯特·施莱尔玛赫的《论宗教》（同样于1799年发表）的启发。

## 反響
诺瓦利斯是一位作品在短暂寿命中产生影响的作家。他的作品最早由弗里德里希·施勒格尔和路德维希·蒂克在1802年和1837年以两卷的形式出版。第三卷则由路德维希·蒂克和埃德华德·冯·比洛在1846年出版。诺瓦利斯的作品在早期浪漫主义者中产生了深远的影响，包括施勒格尔兄弟和卡洛琳·冯·吉德罗德。其他知名的文化理论家和哲学家，如黑格尔、迪尔泰和海姆，也对诺瓦利斯的作品进行了研究。
虽然诺瓦利斯主要从事矿业工作，与盐矿相关的作品长期以来未受重视。然而，在近年来的研究中，学者们开始探索他的日常生活和职业。他的作品成为学校和学习的读物，使所有对文学感兴趣的人都能够阅读他的作品。
诺瓦利斯的作品在纳粹独裁时期和早期德意志民主共和国的文学研究中产生了一些争议。有些人强调他与苏菲·冯·库恩的早逝之间的联系，尤其是在他的《夜之赞歌》中。另外，他未完成的小说《奥夫特丁根的海因里希》也引起了特别的关注。
诺瓦利斯的诗歌和作品在各个领域都有影响。他的作品在矿工歌集和路德教教会的圣歌本中被收录和改编。在法国象征主义诗人中，他的诗学得到了热情的接受。鲁道夫·斯坦纳对诺瓦利斯的作品进行了深入的研究，并为他的世界观提供了特殊的解释。此外，诺瓦利斯的《特里斯坦与伊索尔德》是一部不可或缺的作品，将夜晚转化为乌托邦爱情体验的超越空间。諾瓦利斯的作品最早由弗里德里希·施勒格尔和路德维希·蒂克在柏林于1802年和1837年以两卷的形式全面出版。第三卷由路德维希·蒂克和埃德华德·冯·比洛在1846年于柏林出版。
尽管诺瓦利斯因短暂的寿命，所以创作时间很短，但他的作品对其他艺术家的创作产生了一定的影响。例如，卡洛琳·冯·吉德罗德在1802年，也就是诺瓦利斯作品首次出版的那一年，就已经阅读和研究了诺瓦利斯的文学遗产。她摘录了他的著作，受到了启发，并将自己的诗与弗里德里希·哈登贝格的诗进行了比较。早期接触并且更加深入地阅读诺瓦利斯的文字的有施勒格尔兄弟和其他早期浪漫主义者。
海因里希·海涅对诺瓦利斯有自己的理解，但对他的评价很少。埃森多夫也在他的文学史中为早期浪漫主义者留有一席之地。埃森多夫的青年时代朋友，热情洋溢的诗人奥托·冯·勒本，是诺瓦利斯的狂热崇拜者，他的诗歌强烈受到诺瓦利斯的影响。此外，哲学家们，包括格奥尔格·威廉·弗里德里希·黑格尔，以及文化理论家，例如威廉·迪尔泰和鲁道夫·海姆，都对诺瓦利斯的大量著作进行了研究。
诺瓦利斯的主要职业——矿业工作以及相关的盐矿著作在很长一段时间内几乎没有被重视。由于他的著作中充满了梦幻的肖像，即使是他的同时读者也很难想象他作为“行政长官或盐务员”（正如朱斯蒂努斯·科尔纳所说）的形象。直到1960年后，德国文学学者格哈德·舒尔茨和汉斯-约阿希姆·梅尔开始追溯这位被认为是狂热者的艺术家的工作日常生活。
诺瓦利斯的（尤其是文学的）作品成为学校和学习的读物，使所有对文学感兴趣的人都能够阅读他的作品。
在纳粹独裁时期和早期德意志民主共和国的文学研究中，对诺瓦利斯的作品的接受情况是一个特殊的问题。
长期以来，年轻诗人的整个作品，尤其是他的《夜之赞歌》被强烈地解读为生平叙事，尤其是与他的初恋女友苏菲·冯·库恩的早逝有关。
对未完成的小说《奥夫特丁根的海因里希》的接受产生了特别的影响：年轻的日尔曼语言学开始研究当时被认为是历史人物的奥夫特丁根。诺瓦利斯描绘的歌手的潜在影响力导致1812年首先由奥古斯特·威廉·谢勒格，然后是弗里德里希·谢勒格和冯·德·哈根错误地将《尼伯龙根之歌》归功于他。然而，卡尔·拉克曼于1820年驳斥了这一观点。
《奥夫特丁根的海因里希》中的矿工之歌被收录在矿工歌集中，他的一些宗教诗歌被（或多或少地经过修改）收录在路德教教会的圣歌本中，并且有许多对他的诗进行了曲调的创作。
他的诗学在法国象征主义诗人中受到热情的接受。
诺瓦利斯的作品在鲁道夫·斯坦纳的解读中得到了进一步的接受和深入研究，至今安特罗波斯派依然致力于对这位艺术家世界观的特殊诠释。
没有诺瓦利斯的《特里斯坦与伊索尔德》是无法想象的。特别是将夜晚从混乱和威胁的象征转化为乌托邦爱情体验的超越空间，在其中扮演了重要角色。

## 延伸阅读
- Ameriks, Karl (ed.). The Cambridge Companion to German Idealism. Cambridge: Cambridge University Press, 2000
- Arena, Leonardo Vittorio, La filosofia di Novalis, Milano: Franco Angeli, 1987 (in Italian)
- Behler, Ernst. German Romantic Literary Theory. Cambridge: Cambridge University Press, 1993
- Beiser, Frederick. German Idealism. Cambridge: Harvard University Press, 2002. Argues that the early romantics should be understood as serious philosophical thinkers.  Novalis's philosophical commitments are discussed in detail.
- Berman, Antoine. L'épreuve de l'étranger. Culture et traduction dans l'Allemagne romantique: Herder, Goethe, Schlegel, Novalis, Humboldt, Schleiermacher, Hölderlin., Paris, Gallimard, Essais, 1984. ISBN 978-2-07-070076-9 (in French)
- Fitzgerald, Penelope. The Blue Flower. Boston, MA: Mariner Books, 1995. A novelization of Novalis' early life, development and relationship with Sophie von Kühn.
- Haywood, Bruce. Novalis, the veil of imagery; a study of the poetic works of Friedrich von Hardenberg, 1772–1801, 's-Gravenhage, Mouton, 1959; Cambridge, Mass.: Harvard University Press, 1959.
- Krell, David Farrell.  Contagion: Sexuality, Disease, and Death in German Idealism and Romanticism. Bloomington: Indiana University Press, 1998. First part addresses what Krell calls Novalis's "Thaumaturgic Idealism".
- Kuzniar, Alice. Delayed Endings. Georgia: University of Georgia Press, 1987. Explores Novalis's and Hölderlin's use of nonclosure to create a new Romantic sense of narrative time.
- Lacoue-Labarthe, Phillipe and Jean-Luc Nancy. The Literary Absolute: The Theory of Literature in German Romanticism.. Albany: State University of New York Press, 1988.
- Molnár, Geza von. Novalis' "Fichte Studies".
- O’Brien, William Arctander. Novalis: Signs of Revolution. Durham: Duke University Press, 1995.  ISBN 0-8223-1519-X
- Pfefferkorn, Kristin. Novalis: A Romantic's Theory of Language and Poetry. New Haven: Yale University Press, 1988.
- Prokofieff, Sergei O. Eternal Individuality. Towards a Karmic Biography of Novalis. Temple Lodge Publishing, London 1992.